# Історія Кременчука
Історія Кременчука — частина історії України, що пов'язана із подіями у нинішніх межах міста Кременчука.

## До заснування
На території Кременчука виявлено ряд пам'яток Черняхівської культури. Вони зафіксовані на Раківці, на розі вулиць Пилипа Орлика та Космонавтів у Крюкові, і, крім того, у невеликій кількості — в районі заводу силікатної цегли та на колишньому Олександрівському хуторі. Також до цього ж періоду відносять, знайдені як на Раківці, так і біля заводу силікатної цегли, на Лашках, у центральній частині Кременчука і біля вантажного порту, уламки пізньоримських червоно- та жовтоглиняних амфор з лінзовидними та овальними ручками.
Кінець ХІІ ст. — археологічне датування залишків давньоруського житла на території сучасного Кременчука
1395–1399 і 1420-і роки — час степової експансії Великого князівства Литовського на чолі з Вітовтом, у межах якої міг бути заснований і Кременчук (з'явився топонім, що надалі вже не зникав).
1550 рік Михалон Литвин звертає увагу уряду Великого князівства Литовського на потребу укріпити Кременчук як форпост проти татар.
1552 рік ревізія замку в Черкасах згадала Кременчук як «уход» черкаських міщан.
1556 рік урочище Кременчук згадане у зв'язку із виправою на Крим московського загону Матвія Ржевського (Дяка), який будував у гирлі Псла човни для походу.
1589–1595 рік Кременчуцький уход перебуває у власності шляхтича з Київщини Яна (Івана) Ближинського.
1590 рік план королівського уряду Польщі щодо побудови замку в Кременчуці як центру українського козацтва, яке мало полишити.
У 1591 році польський король Сигізмунд ІІІ видав універсал про спорудження Кременчуцької фортеці із замком. За даними польських діслідників, в XVI ст. будівнитвом замку командував покозачений шляхтич з Люблінщини Сверщовський. За іншими даними, будівництво відбулось дещо пізніше — у 1634–1635 рр.

## Заснування
Офіційною датою заснування Кременчука вважається 1571 рік. Це пов'язано, імовірно, з першим походом — об'їздом нових кордонів Корони Польської (по Люблінській унії 1569 р.) коронного гетьмана Єжи (Юрія) Язловецького. Цю дату як «заснування міста» спопуляризувала хроніка Йоахима Бєльського (який продовжував історичну працю свого батька Мартина Бєльського), а у XIX столітті цю дату спопуляризувала «Історія Малоросії» Миколи Марковича. У Бєльського згадка Кременчука навіяна проектом 1590 року, коли польський король видав наказ про побудову тут фортеці, куди також планували вивести козаків з Запоріжжя, аби менше конфліктували з турками.
Однак назва міста згадується вже у 1540 році в повідомленні Бернарда Претвича про татарську небезпеку, де наголошувалось на необхідності утворення військової залоги в найзручніших для переправи через Дніпро місцях.
Деякі дослідники припускають, що Кременчуку понад 1000 років, інші доводять, що він заснований у XII ст. адже кінець ХІІ століття — археологічне датування залишків давньоруського житла на території сучасного Кременчука. Або пізніше, наприкінці XIV ст. Адже, з класичної історіографії XIX ст., за непідтвердженою джерельно згадкою литовського історика Теодора Нарбута, походить версія про заснування Кременчука (1390-ті — 1420-ті рр.) великим литовським князем Вітовтом, котрий розташував тут замок, призначений для охорони переправи й збирання мита з купців.
Так само багато версій із приводу походження назви міста. Найвірогідніше, у її основі лежить слово тюркського походження «кермен», яке означає «укріплення», «місто».
У XIV–XV ст. у цій місцевості козаки заготовляли ліс для будівництва «чайок». В 1559 році воїни московського воєводи Д. Ф. Адашева за допомогою запорізьких козаків спорудили верф і збудували на ній кілька десятків великих човнів.
Джерельно засвідчене безперервне існування Кременчука як урбаністичного осередку (а не рибальського ухода, згадуваного ще за ревізією Черкаського замку 1552 р.) лише з 1637 р., коли «осадив» тут місто шляхтич-поліщук Стефан Рудзький (Степан Рутський).

## Козаччина

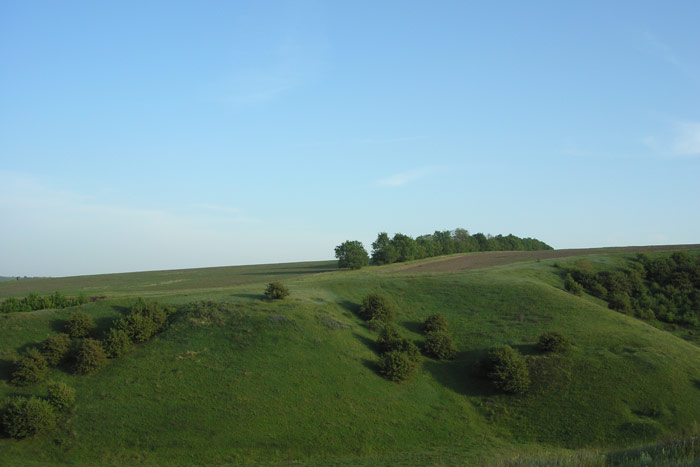
Деївська гора

1610–1611 роки можлива спроба заснування поселення (містечка) на місті Кременчука.
1625 року поблизу нього, біля Курукового озера, сталася битва між запорожцями та польським військом. У документах про цю подію вперше згадується Куруків — давня назва нинішньої правобережної частини Кременчука.
1635 р. план Кременчуцької фортеці накреслив на місці французький військовий інженер Ґійом Левассер де Боплан, автор славнозвісного «Опису України». Особливе стратегічне значення Кременчука визначалося тим, що саме звідси Дніпро переставав розгалужуватись і плинув «єдиним коритом» до Запоріжжя (отже місце було зручним для нагляду за запорожцями, таким собі другим Кодаком). Відтак, не дивно що початок повстання під проводом Якова Острянина (Остряниці) 1638 р. ознаменувався захопленням Кременчука повстанцями-запорожцями.
1636 рік Кременчук згаданий люстрацією того року як незалюднена маєтність Стефана Рудзького (Степана Рутського). Шляхтич тримав це володіння з 1633 р.
1637 рік закладання міста Кременчук С. Рудзьким вже як адміністратором київського воєводи та підканцлера коронного Томаша Замойського, початок тривалої боротьби за володіння містом (за участі Вишневецьких, Конєцпольських, Потоцьких та Немиричів).
1638 рік місто згадується у зв'язку з козацьким повстанням Якова Остряниці. З Кременчука походить один з «польових командирів» повстанців — Ріпка.
1643 рік заснування коронної митниці в Кременчуці.
1645–1647 роки локальна війна за Кременчуччину між магнатами С. Потоцьким та Ю. Немиричем.
1648–1649 роки Зборівський 40-тисячний реєстр затвердив Кременчук сотенним містечком правобережного Чигиринського полку.
липень 1657 року спроба антигетьманського виступу запорожців у Кременчуці швидко придушена Б. Хмельницьким.
1657–1659 роки створення річпосполитським урядом окремої адміністративної одиниці — Кременчуцького староства (формально існувало до 1710 року, титулярно — до початку XIX ст.).
1658 рік спустошлива громадянська війна на Лівобережжі. Перевага прихильників Виговського на Кременчуччині.
4 червня 1659 року привілей польського короля Яна-Казимира «королівському місту» Кременчуку.
З 1661 по 1666 роки — центр Кременчуцького полку. 1661–1662 роки «війна берегів». Запеклі бої за володіння Кременчуком. Перебування у місті значного російського гарнізону. У жовтні 1663 року облога та руйнування Кременчука військами гетьмана І. Брюховецького. Через це воно втратило статус полкового й після укладання Андрусівського перемир'я як сотенне містечко відійшло до Миргородського полку.
1663–1680 роки період майже безперервних бойових дій на Кременчуччині. Ліквідація Кременчуцького полку, спустошення Правобережжя та перехід лівобережної Кременчуччини під порядкування Лубенського, Миргородського та Полтавського козацьких полків.
1680-і — 1690-і роки усталення прикордонного життя та перші спроби повернути собі Правобережжя. Домінування у тутешньому соціумі гетьманських компанійців і стрільців миргородського полковника.
Початок 1696 року великий татарський наскок на Кременчуччині, облога Келеберди та бій під Говтвою.
1700–1705 роки нові розмежування кордону із Туреччиною узаконюють права українських колоністів на кременчуцькому Правобережжі. Відбудова Крилова, заснування нових поселень, у тому числі Крукова (нині — Крюків).
1709 рік «шведська руїна». Спустошення Келеберди та Переволочни.
Грудень 1711 1711 — весна 1712 року — новий згін населення з правого берега Дніпра на лівий.
1720 рік наскок козаків прикордонних сотень Миргородського полку з метою протидії поширенню польської влади нижче р. Тясмин. Перша згадка російської застави у Кременчуці.
1725–1732 роки нова спроба чигиринських старост поширити польську владу за Тясмин (включно з Круковим).
1731 рік початок будівництва оборонної Української лінії (розпочиналась біля гирла Орелі).
Новий підйом Кременчука починається наприкінці 1730-х років, в зв'язку з колонізаційним рухом на Правобережжя («Задніпрські місця») та зацікавленнями російської регулярної армії (яка будує тут свої армійські склади). 1732 рік заснування Крилівської слобідки (Нового Крилова) на російському березі Тясмину із створенням тут нової козацької сотні Миргородського полку (де-юре визнана в 1744 р.). 1735–1739 роки російсько-турецька війна. Посилення значення Кременчука як тилової бази російської армії.
1736–1738 роки збройні зіткнення польських військ з гайдамаками на теренах Чигиринського староства.
15 лютого 1739 року останнє вторгнення татар на кременчуцьке Лівобережжя та їх розгром козаками миргородського полковника В. Капніста в бою під Власівкою та Городищем (нині Градизьк).
Початок 1740-х рр. широкомасштабна українська колонізація на Правобережжі («задніпрських місцях»). Розбудова Крукова, Кам'яних Потоків, Онуфріївки, Усівки (нині — Олександрія) та ін.

Покровської церкви в Крюкові (Знімок 1896)

1743 рік побудова Покровської церкви в Крукові.
1748 рік останній ремонт-підновлення Кременчуцької фортеці.
1749–1750 роки спалах гайдамацької активності на Правобережжі. Діяльність гайдамацького ватажка Мамая («мамаївщина»).
1752 рік утворення Нової Сербії. Відведення правобережної Кременчуччини під поселення Пандурського (згодом — Жовтого гусарського) полку з центром у Крилові.
У 1754 році для впорядкування відносин із зарубіжними та російськими купцями була заснована митниця. Саме торгівля сприяла широкому зростанню Кременчука.
1764 рік утворення Новоросійської губернії, до складу якої увійшов і Кременчук.

## Російська імперія

### Друга половина XVIII століття
У ці часи активно поширюється чумацтво: багато жителів Кременчука почали займатися подібним промислом, а в Крюкові створюються величезні склади для солі. З кінця XVII ст. величезного значення набув перевіз на Дніпрі, який з'єднував Кременчук торговими зв'язками з Польщею, а також Румунією й Угорщиною.
У 1764 році його було віднесено до новоствореної Новоросійської губернії, а наступного року (6 квітня 1765) став її центром. Місцевих же козаків добровільно-примусово записують у пікінери (до складу Дніпровського пікінерного полку).
Цей час ознаменувався зародженням у місті промисловості. В Кременчуці засновується ливарний, збройовий заводи, кораблебудівна верф, засновані селітровий завод, панчішна та шкіряна фабрики. Розвивається торгівля, роль чумацького промислу зростає настільки, що Крюків стає своєрідною «чумацькою столицею». Місто входить до всеросійського ринку.

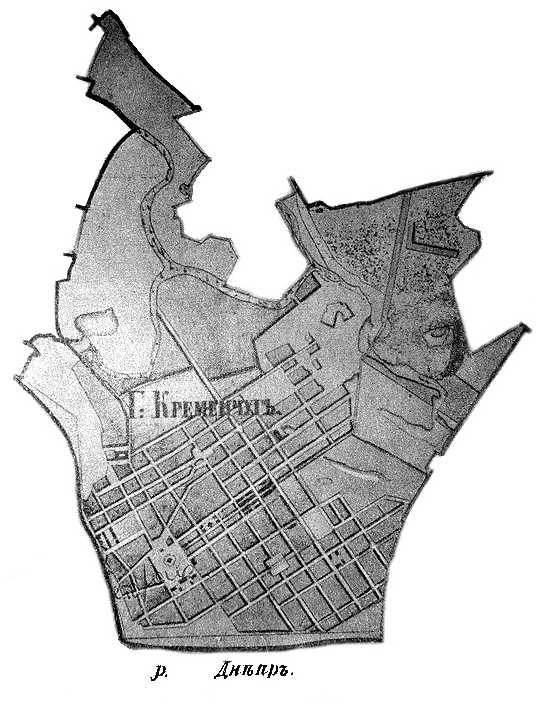
План міста, кінець XVIII ст.

Із середини 60-х років XVIII століття починає працювати одна з перших в Україні друкарень.
Значна частина капіталу зосереджувалася у руках купців, що заснували дрібні промислові підприємства. Так, 1747 року купець С. Володін відкрив канатний завод, де вироблялось 2500 пудів канату на рік. У 1790 році запрацював кахельний завод купця Ф. Сурикова, а через 4 роки — ще один аналогічний завод. 1764 рік — відкрилася друкарня. 1770 — у місті Кременчук була заснована трупа акторів-аматорів. У 1791 році було збудовано збройний завод. Окрім цього, на кінець століття діяли свічковий, миловарний, кілька цегельних та шкіряних заводів. На початку XIX ст. кількість промислових підприємств досягла близько 30.
30 травня 1784 початок епідемії чуми. Лише 26 лютого 1785 карантин через чуму було знято. Під час епідемії чуми 1784 року доктор медицини Д. С. Самійлович проводить дослідження цієї хвороби.
1784 року Кременчук як повітове місто ввійшов до Катеринославського намісництва, але губернські установи залишились у ньому до 1789 року. Утрата Кременчуком статусу губернського міста була пов'язана з великими повенями.
Продовжувало розвиватись суднобудування. Ще Петро І розглядав місцеві ліси як недоторканий резерв для створення в майбутньому Чорноморської флотилії. Під час російсько-турецької війни місто стало важливим центром кораблебудування, протягом десятиліття тут було споруджено 120 різноманітних суден. А в 1799 році житель Кременчука С. В. Ромадановський подав на ім'я імператора розроблений ним проект підводного човна та водолазного спорядження. Тоді ж прославився пропозиціями в галузі суднобудування та, як винахідник машин і пристосувань для підняття затонулих суден, кременчуцький купець Д. Биков-Поздняков.
У 1784 році в Кременчуці жило близько 8 тисяч чоловік, переважно українців. Згодом генерал-губернатор Потьомкін виписав із Німеччини та Голландії ткачів, столярів, слюсарів, лимарів тощо. Місто стало одним із перших в Україні, де компактно оселились німці.
Під час Російсько-турецької війни 1787—1792 рр. Кременчук був базою російських військ, тут будувалися кораблі для Чорноморської флотилії — фрегати, канонерки. Тоді ж в місті було засновано збройовий завод з ливарним, ковальським, слюсарним, сталевим та іншими цехами. На заводі працювали майстри, які прибули з центру збройової промисловості Російської імперії — Тули. У місті розміщувалися артилерійські й інтендантські склади Одеського військового округу і значна кількість військ.
Саме в ці роки в Кременчуці побували великі полководці О. В. Суворов та М. І. Кутузов. Суворов командував Кременчуцькою дивізією. Тяжко поранений у Кінбурзькому бою, він всю зиму і весну 1788 року лікувався в кременчуцькому госпіталі.
Наприкінці 80-х років XVIII-го століття Катерини II здійснила подорож на південь. Князь Г. Потьомкін разом з губернськими урядовцями здійснював інспекційну поїздку за маршрутом Кременчук-Єлисаветград-Херсон-Сімферополь-Феодосія-Борислав-Кременчук, щоб підготувати території та населення до зустрічі Катерини II. Ретельно готувалися до цієї події: будувалися палаци, насаджувалися арки, прокладалися нові шляхи, на березі Дніпра споруджувалися тріумфальні ворота. 11 травня 1787 до Кременчука приїхала Катерини II.
Рівно через 2 роки після візиту Катерини II, нею виданий указ від 11 травня 1789 нов. ст. про приєднання Кременчука до Градизького повіту, тому що дуже велика повінь змусила перенести адміністративний центр в інше місце.
1791 Страйк на суднобудівної верфі. Невдоволення затримкою заробітної плати. Три купця відвернули більш 100 чоловік від роботи.[джерело?]
На кінець XVIII ст. у Кременчуці існували 3 купецькі гільдії, 8 цехів, але, звичайно, і поза ними працювало багато ремісників. У Крюкові поширювались деревообробний, лимарний та інші промисли.
З кін. XVIII ст. тут існував казенний сад, де для імператорського двору вирощували кавуни й дині.
У зв'язку з ліквідацією Катеринославського намісництва в 1796 році Кременчук був приєднаний до Малоросійської губернії. А з 1802 року, з часу поділу Малоросійської губернії на Чернігівську і Полтавську, став повітовим містом Полтавської губернії.
У 1796 році посад Крюків було приєднано до Кременчука, та остаточне об'єднання населених пунктів відбулося аж у 1817 році, оскільки з 1798 року вони належали до різних губерній: спочатку до Малоросійської та Новоросійської, а з 1802 — до Полтавської та Катеринославської відповідно. Об'єднання Кременчука і Крюківського посаду позитивно вплинуло на розвиток економіки.
У 1798 році було затверджено герб Кременчука.

### XIX століття

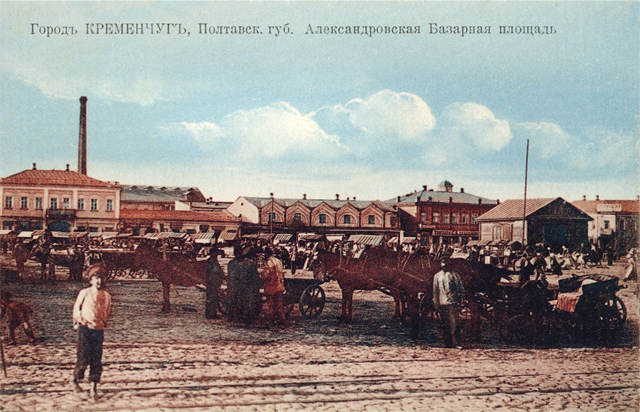
Олександрівська Базарна площа

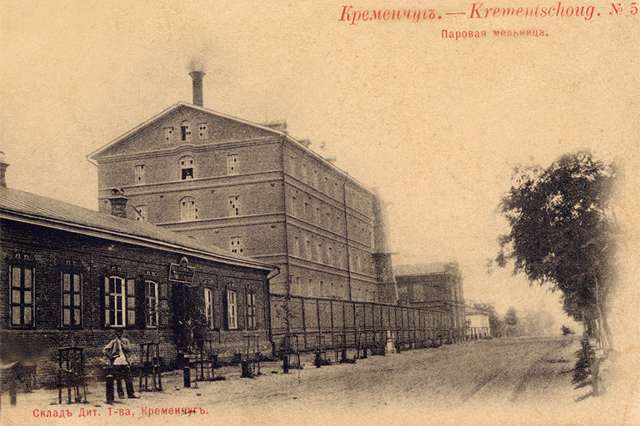
Паровий млин

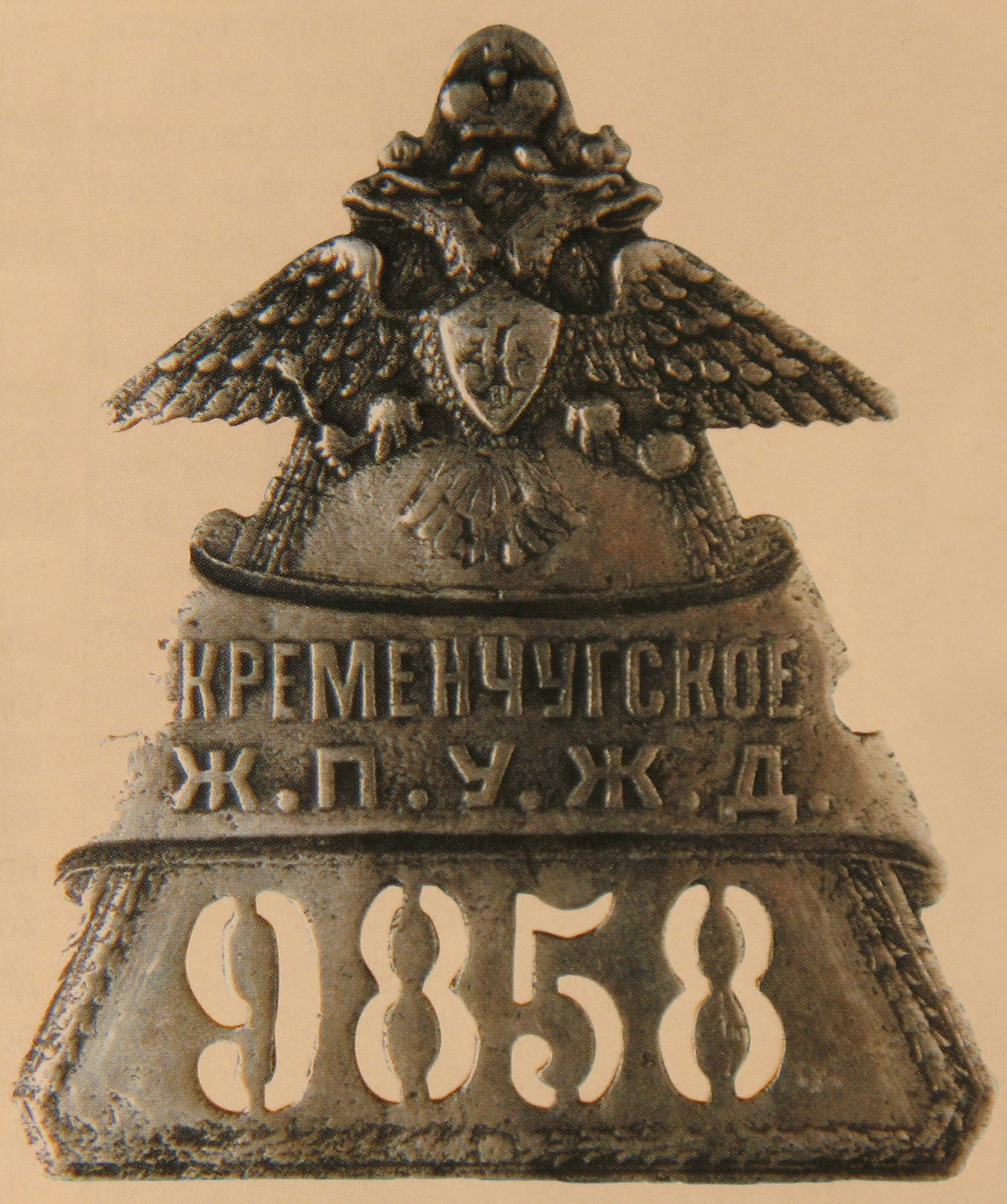
Знак кременчуцького жандарма. 1900-і

У місті зосереджувались усі торгові операції із сіллю, що проводились з Білоруссю, Литвою. З Варшавою велась торгівля салом. Кременчук був першим ринком, який здійснював торгівлю хлібом з Одесою. Довгий час, місто вважалось спеціальним ринком, який постачав насіння льону для чорноморських портів. Щороку в Кременчуці відбувалось троє ярмарків, куди прибували до 50 тисяч чумаків, купці з Москви, Петербурга, Одеси, австрійських, угорських, німецьких міст.
У 1805 (за іншими даними у 1806) році на Соборній площі завдяки клопотанням міського голови Масленнікова відкрилося повітове училище.
Кременчуцький полк, який був сформований в 1806 році, відважно боровся у війні 1812 року і в Кримській війні (1854–1856 рр.), Брав участь в обороні Севастополя. Особливу хоробрість проявили воїни полку в Бородінській битві. Полк входив до складу армії, якою командував П. І. Багратіон. Як свідчать історичні документи, рядові Кременчуцького полку Антон Барашков, Григорій Дьомін, Семен Новосьолов, Василь Лепекін, Іван Дубаї «з винятковою мужністю відбивали колони Бонапарта». А унтер-офіцери Василь Чесноков, Єгор Швидких і Марк Ісаєв «насмерть стояли, ходили в багнети на ворога». В один з полків народного ополчення в 1812 році було зараховано 337 добровольців з Кременчука.
1809 рік — в місті відкрилась суконна фабрика, 1812 рік — шкіряний завод, панчішна фабрика та ін. Незважаючи на такий швидкий розвиток промисловості, уряд доклав багато зусиль, щоб він не зупинявся. У 1834 році Микола І підписав указ про надання податкових пільг жителям Кременчука для стимулювання зростання підприємств. Така економічна політика відбилася й загалом на стані міста, яке відбудувалося й стало в середині XIX ст. найкращим у губернії.

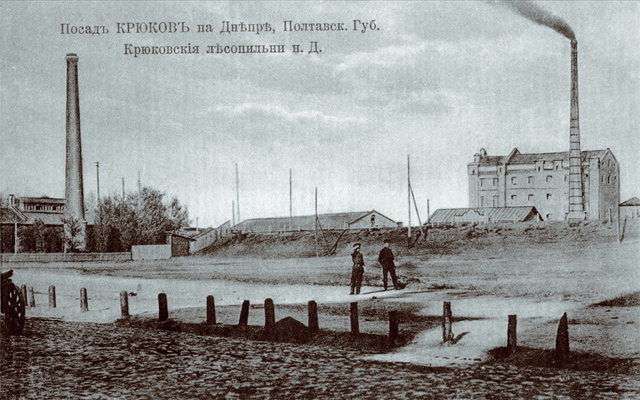
Крюківська лісопильня

Вигідне розташування Кременчука на перехресті старовинних торговельних шляхів, на головній водній артерії України й особливо запровадження на Дніпрі пароплавства сприяли швидкому зростанню міста, перетворенню його в значний торговельно-промисловий центр губернії. Кременчук був найголовнішим пунктом судноплавства на Дніпрі. У 40-х рр. на його пристанях працювало до 20 тисяч робітників, а пізніше — значно більше.
Кременчуцька пристань за рік приймала понад
- 350 суден
- 40 плотів.

У 1858–1861 рр.
- вивантажували товарів на 1,21 млн крб.
- завантажували — на 1,514 млн крб. щороку.

У 1844 році в Кременчуці діяли 38 значних підприємств, серед яких 11 салотопних заводів, 6 — свічкових, 3 — миловарних, 4 — цегельних, 2 — шкіряних. Міські прибутки були майже вдвічі вищими, ніж у Полтаві. За кількістю населення Кременчук займав 8 місце в Україні.

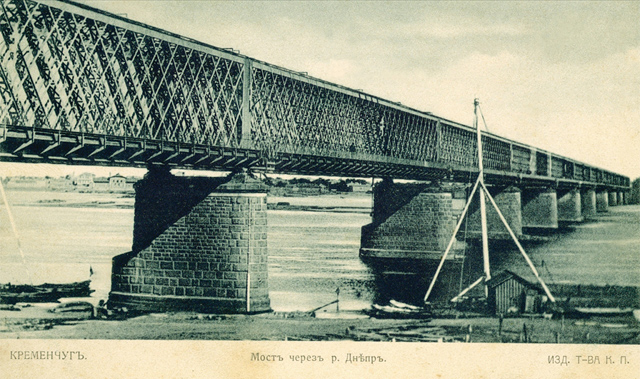
Міст через Дніпро

Новий поштовх до розвитку дало відкриття в 1869 році руху поїздів через місто й спорудження залізничного мосту через Дніпро, який називали одним із чудес європейського технічного мистецтва. 2 залізничних вокзали, 2 великі пристані — це приваблювало до Кременчука багатьох підприємців. Тільки за 10 років міський бюджет збільшився в 3 рази.
Після введення в Кременчуці з 9 вересня 1871 р. нового Гродового положення, відповідно до якого значно Розширювались фінансові можливості думи, в місті розгорнулись значні опорядкувальні роботи. На кошти міської думи вже до середини 80-х років були збудовані два будинки для поліцейських частин, 132 дерев'яні лавки, приміщення реального училища. В місті з'явилося ще два сквери: біля штабних приміщень військових частин і на соборній площі. Було облаштовано декілька колодязів з насосами і влаштовано пожежний обоз.
Значна увага приділялась питанням укладення бруківки на вулицях і площах міста. Ці роботи особливо швидкими темпом розгорнулися після того, як міська дума розпочала на свої кошти самостійно експлуатувати каменоломні поблизу Кременчука. На 1888 р. були збудовані міські скотобійні з рейковим шляхом для вивозу відходів, 7 нових кам'янних лавок, лавки для м'ясної торгівлі, павільони для продажу хліба і прийому поденних робітників, прибудову до жіночої гімназії. Було розбито ще двя сквери — на Біржовій площі і в Крюкові. Вулиці міста освітлювали 550 ліхтарів, тротуари біля громадських будівель були замащені гранітними плитами. 11 серпня 1892 р — в Кременчуці була введена перша телефонна станція на 60 абонентів.
У 1876 році на центральній вулиці міста — Катерининській (нині вул. Соборна) — відкрито театр. В 1888 приміщення театру викупив купець І. Г. Немець. Театр понад 10 років орендував відомий провінціальний антрепренер М.Т.Филиповський.
У 1893 році у приміщенні міської думи відкрилась міська публична бібліотека. Вона отримувала 17 щомісячних журналів, 19 щотижневих і 16 щоденних газет.
Швидкий економічний розвиток Кременчуччини вимагав зростання числа освічених людей, здатних працювати на складному устаткуванні. Відтак, кількість освітніх закладів у місті значно збільшилася. В 1890 р. в Кременчуці були такі навчальні заклади: Олександрівське реальне училище, засноване у 1873 році, жіноча гімназія, заснована у 1876 році, трьокласне міське училище, засноване у 1877 році, однокласне приходське училище, засновано у 1834 році; перше початкове народне для дітей обох статей, засноване в 1875 р., друге початкове народне для дітей обох статей, засноване у 1888 році; жіноче початкове навчальне народне училище засноване у 1875, Лютеранське однокласне училище при Лютеранській церкві, засноване у 1831 році; однокласне початкове єврейське чоловіче училище, засноване у 1877 році, Єврейська Талмуд-Тора заснована у 1875 році, у Крюкові було два міських однокласних народних училища.
Крім того у місті у 1890 році було відкрито три приватних християнських і 4 єврейських училища.

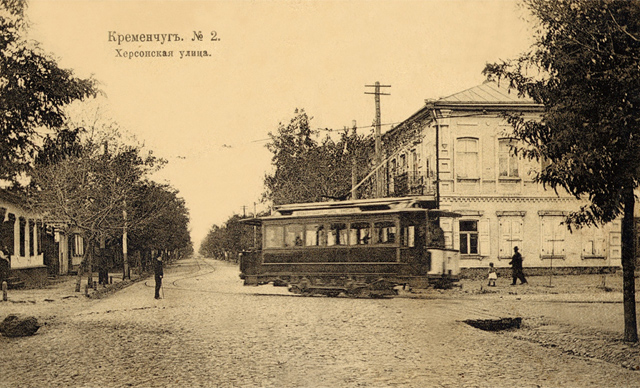
Трамвай на вулиці Херсонській

У 1886 році управління Харківсько-Миколаївської залізниці відкрило в Кременчуці технічне залізничне училище.
1898 року з ініціативи Кременчуцького товариства лікарів створюється Громада сестер милосердя Червоного Хреста. Її діяльність ґрунтувалася на приватній благодійності. Членський внесок становив 5 рублів Станом на 1 січня 1912 року у рядах Громади перебувало 69 осіб.
У грудні 1899 році трамвайну мережу, що складалася з трьох ліній, у Кременчуці відкрило бельгійське акціонерне товариство. Середній річний пасажиропотік становив 2,3 млн пасажирів. 1922 року рух трамваїв припинився.

## Українська революція
Визвольні змагання у Кременчуці характеризуються частою зміною влади (подекуди кожного місяця), зниженням кількості населення принаймні на третину, погіршенням економічного стану, епідеміями холери, іспанського грипу.

### Початок
Після Лютневої революції на початку березня у Кременчуці відбувались демонстрації, страйки, сутички з жандармерією.
У березні 1917 року у Кременчуці сталася велика повінь. Від води потерпіли десятки підприємств, 4000 будинків було зруйновано, загальні збитки рахувались на 10 млн рублів.
6-19 серпня 1917 року у місті пройшли вибори до міської думи:
- блок РСДРП, Бунду і польської групи «Єднання» — 26 місць
- блок, до якого входили соціалістичні партії есерів та єврейських об'єднаних соціалістичних партій «Поалей Ціон» — 24 місця
- українські соціал-демократи і українські есери — 14 місць
- представники єврейського національного демократичного союзу — 7 місць

У міській Думі були також представники спілки інженерів, торгово-промислових кіл, ремісників, біженців, домовласників, мешканців передмістя Крюкова та інших верств населення міста.
З вересня 1917 року у Кременчуці почав діяти загін «вільного козацтва», який було створено з учнівської молоді українськими офіцерами. Натомість більшовики створили наприкінці жовтня Кременчуцьку Червону Гвардію, яка налічувала 100—200 осіб. Ці дві сили зіткнулись у збройному протистоянні у Міському саду.
На засіданні 30 жовтня 1917 року після гострої дискусії Кременчуцька дума засудила Жовтневий переворот У відповідь більшовики оголосили думцям постанову ради робітничих і селянських депутатів про перехід влади в місті Кременчуці до її рук.

### УНР
У другій половині листопада за допомогою куріню козаків полку ім. Б. Хмельницького (1-го Богданівського) у місті було встановлено владу Центральної Ради УНР.
22 листопада 1917 року на засіданні Кременчуцької думи було зачитано ІІІ Універсал Української Центральної Ради (від 7/22 листопада 1917 р.). Своєю постановою дума визнала уряд УНР як єдиний на території України.
На початку січня 1918 року кременчуцькі більшовики спробували взяти місто під власний контроль. Але це їм не вдалось, оскільки до Кременчука якраз двома ешелонами прямував з Румунського фронту (Буковина, район Сучава-Серет) українізований 36-й піший Орловський полк 10-го корпусу 9-ї армії. Фронтовики вступили у бій з червоногвардійцями, яких очолював Яков Ревенко, і змусили їх відступити з Кременчука до станції Потоки.

### Похід Муравйова
5 січня 1918 року розпочався загальний наступ радянських військ під керівництвом М. Муравйова. 21 (9) січня було захоплено Кременчук. У середині січня українське військо повернуло місто. Але вже 26 січня 1918 року більшовицькі війська знову захопили Кременчук. На початку 1918 року самоорганізувались кременчуцькі юристи, які заснували «Союз юристів».

### IV-й універсал і німці
9 (22) січня IV-им універсалом було проголошено незалежність України, після якого було укладено з країнами Четвертного союзу мир.
25 березня 1918 року, долаючи незначний опір, німці разом з українськими військами вступили до Кременчука. Німецькі частини зайняли Бульварні казарми, приміщення цукрового заводу, а також помешкання Гурарія, Немеца, Володарської і Дудакова. Їх участь у житті міста була доволі обмежена. Найбільше вони дбали про недопущення «незаконного» озброювання населення та про громадський спокій.

### Гетьманат П. Скоропадського
29 квітня було проголошено Гетьманат Скоропадського. У ці часи на Кременчуччині діяв каральний загін під проводом місцевого поміщика — полковника Ю. П. Ревуцького.
За часів Гетьманату на чолі губернії ставився губернський староста, повіту — повітовий. Вони безпосередньо підлягали Міністерству внутрішніх справ. Кременчуцькі повітові старости часто змінювались. Так, наприкінці серпня 1918 р. в. о. повітового старости був М. Нельгов (фіксується 24.08.1918 р.), 24 вересня 1918 року ним вже був Надервіля, 26 жовтня стає Є. Н. Жукова, напередодні переходу влади у руки Директорії, Тишка.
З кінця червня до 29 серпня міським головою був Бромберг Мойсей Якович. Після його відставки, тимчасово виконуючим обов'язки міського голови призначили члена управи Михайла Олександровича Вязьмітінова, з 18 вересня був обраний офіційно.
У кінці жовтня дума формально перестала існувати.
Восени знову загострилась епідеміологічна ситуація. Ширився іспанський грип та холера. Через перебої в роботі водопроводу, населення користуватись водою з Дніпра та інших відкритих джерел.
У середині листопада 1918 року в місті був масовий наплив колишніх військовополонених, звільнених Листопадовою революцією у Німеччині, які їхали до власних домівок через станцію Кременчук (до 5000 чол. щоденно.). Задля полегшення їх долі на станції був створений пункт харчування, організована медична допомога хворим та збір пожертв від населення на потреби колишніх військовополонених.
30 листопада 1918 р. місто залишив німецький гарнізон.

### Директорія
28 листопада (11 грудня) 1918 року влада у місті переходить до представників Директорії. 29 листопада було надруковано звернення тимчасово виконуючого обов'язки отамана до населення Кременчука. З нього стало відомо про перехід кременчуцького гарнізону (35-й Кременчуцький і 36-й Полтавський піші полки) перейшли на бік Директорії УНР.
30 листопада відбулося перше засідання відновленої думи.
7 грудня почався призов у армію Директорії осіб у віці від 20 до 30 років, а 8 почалась організація міліції та про призначення її начальником Крамаренка.
9 грудня дума поновила в правах міського голову С. Панасенка,
14 грудня 1918 року під головуванням Панасенка відбулося засідання думи із виборів нової адміністрації. На посаду міського голови був обраний російський соціал-демократ (меншовик) — А. Г. Санін. Членами міської управи стали Дубіна, Удовицький, Трикаш, Балаба, Григорович; секретарем думи — беззмінний І.Ізгур. До президії думи були обрані Є. І. Гуревич (голова), М. Бромберг, С. Панасенко та Ю. Галацький (товариші).
З 18 грудня тут почала виходити нова соціалістична і проурядова газета українською мовою «Нове Життя».
У середині січня 1919 року Запорізький корпус зазнав поразки і почав відтягуватись до Дніпра. Полковник Болбочан прибув до Кременчука, де 24 січня його, як «винуватця поразки», заарештували за наказом Головного Отамана С. Петлюри. 1 лютого 1919 року Кременчук зайняла червоноармійська дивізія Барабаша.

### Більшовики
Після приходу більшовиків, радянський уряд на території регіону затягував розподіл поміщицьких та кулацьких маєтків, сприяючи перетворенню їх на радгоспи та комуни (під одну з них земельну ділянку виділила і міська Рада Кременчука). На селі почалась практикуватись продрозкладка..

### Отаман Григор'єв
7 травня 1919 року в Єлисаветграді (нині Кропивницький) отаман Григор'єв підняв антибільшовицьке повстання. І вже 12 травня григор'євці оволіоділи Кременчуком.
13-14 травня 1919 року містом пройшов погром, під час якого загинуло 150 євреїв та комуністів у Кременчуці і 10 — у Крюкові.
Після поразки основних сил Григор'єва у середині травня року під Кобеляками, 20 травня 1919 року містом заволоділи більшовики.

### Більшовицька мобілізація
6 червня 1919 року оголосили мобілізацію військовозобов'язаних. 13-15 червня були скликані повітова конференція комітету КПУ та повітовий з'їзд волосних виконкомів.

### Денікінці
З 10 серпня по 20 грудня 1919 року Кременчуком володіли денікінці. У місті вони відзначились єврейськими погромами у листопаді 1919 року. Залишаючи місто, вони порубали шаблями 27 політв'язнів та підірвали міст через Дніпро.

## Радянська влада

### Ранній СРСР
Протягом майже всього 1920 року Кременчук залишався значним військовим центром. Тривалий час тут перебував штаб Південно-Західного фронту.
9 лютого 1920 року відновила свою роботу Кременчуцька рада робітничих і червоноармійських депутатів.
У березні 1920 року була сформована повітова і карна міська міліція. У серпні 1920 року в Кременчуцькій повітовій і міській міліції налічувалось 193 чоловіки, у волосній — 623, із них сотня міліціонерів охороняла міст через Дніпро. Також у місті був загін кінної міліції.
20 липня 1920 року Кременчуцький повіт був поділений на три райони з райцентрами у Градизьку, Потоках та Глобиному.
Взимку 1920 року у місті була епідемія висипного тофу. Задля запобігання її розповсюдження було введено карантин та організовано 2-місячні курса червоних сестер та братів милосердя.
Націоналізація підприємств у Кременчуці почалась у травні 1920 року. На 1 січня 1921 року у розпорядженні державного сектора у місті знаходилось 191 підприємство, на яких налічувалось 5795 робітників. Утім, більшість заводів і фабрик не діяли.
У вересні 1920 року було проведено виселення «буржуазних елементів» у Крюків.
30 липня 1920 року була утворена Кременчуцька губернія у складі 6 повітів (Золотоніського, Кременчуцького, Олександрійського, Чигиринського, Черкаського, Хорольського) та 139 волостей. На чолі її став Олександр Калістратович Сербиченко.
З 1922 року — повітовим містом, через рік — центром округу. У роки індустріалізації Кременчук суттєво розвинувся як великий промисловий центр.
У 1939 році його зробили адміністративним центром району.
У травні 1939 року із Кременчуцької міської ради виділився Кременчуцький сільський район.
- українців — 5411
- поляків — 785
- євреїв — 248
- німців — 121
- росіян — 116
- білорусів — 59
- латишів — 55
- румунів — 43
- корейців — 14
- іранців — 12
- громадян інших національностей — 32

### Голод та репресії

#### Хід подій

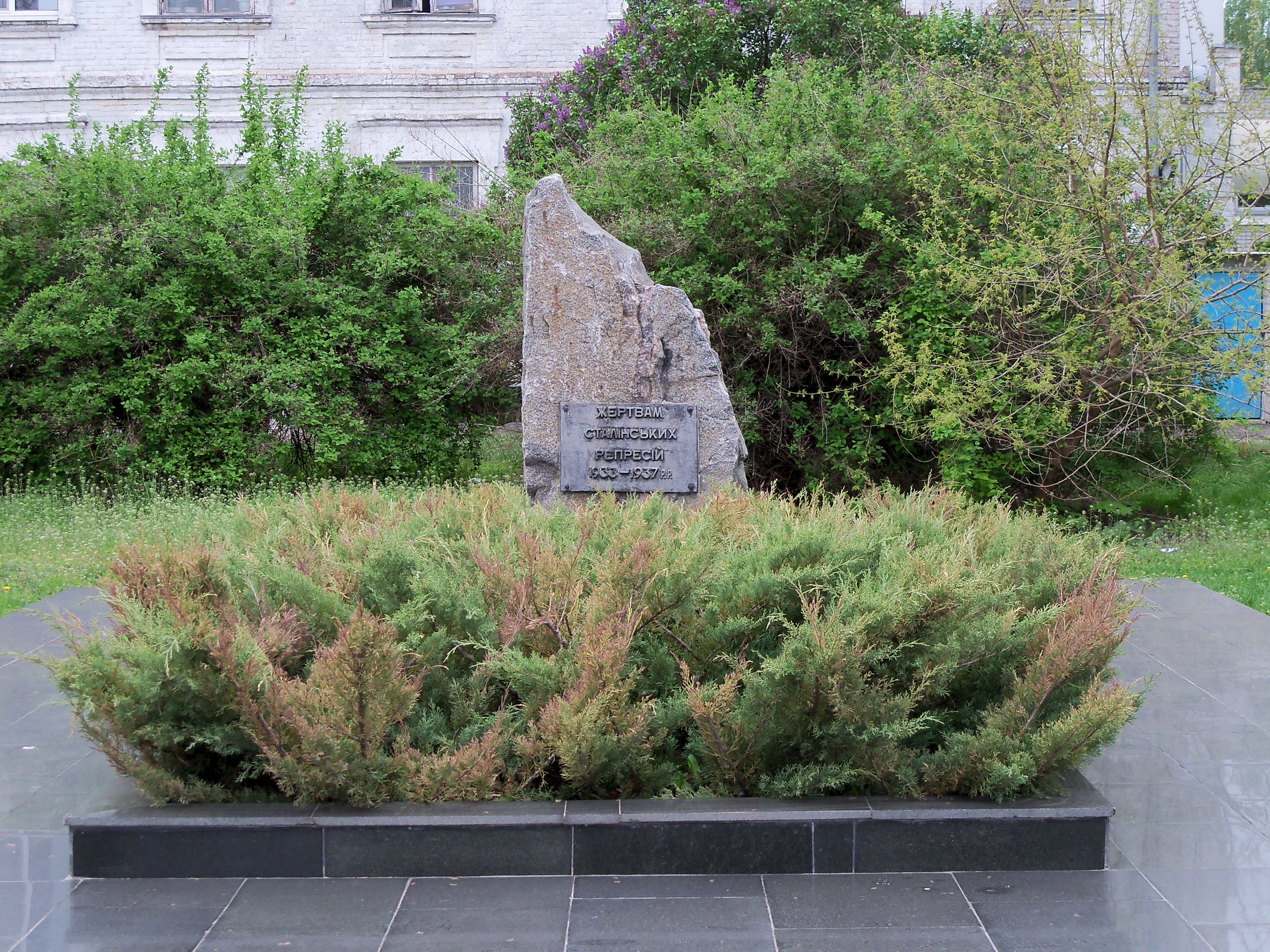
Пам'ятник Жертвам сталінських репресій у Кременчуці

На цей час припадають голод і репресії. Після Жовтневої революції управління міської міліції розмістилося у будівлі за адресою вул. Жовтнева 8. У підвалах цього і сусіднього будинку (нині вул. Жовтнева, 10) перебували камери попереднього ув'язнення, де велися дізнання і розстріли «ворогів народу». Д. Гуриненко згадував:
|  | ... ми ночами, ховаючись біля будівлі поліграффабрики, спостерігали, як до цих будівель під'їжджав «чорний ворон», з якого виводили заарештованих, а через деякий час, після розстрілу, їх виносили загорнутими в брезент, вантажили на парну підводу і вивозили... Під час розстрілів ми чули глухі постріли. |

Пізніше виявилося, що серед заарештованих були люди невинні, реабілітовані після 1956 року, на жаль, багато посмертно. У пам'ять про жертви сталінських репресій з ініціативи товариства «Меморіал» у дворі колишньої міліції встановлено пам'ятний знак.
Мартиролог по місту Кременчуку. Національна книга пам'яті жертв Голодомору 1932—1933 років в Україні. Полтавська область. с. 320-333

#### Репресовані радянською владою жителі
1. Дзешук Марія Михайлівна — 1890 року народження, місце народження: м. Кременчук, національність: полька, соціальне походження: із службовців, освіта: освіта середня, останнє місце проживання: м. Кременчук, останнє місце роботи: вчитель музики, Заарештована 4 листопада 1937 р., Засуджена Особливою нарадою при НКВС СРСР 20 листопада 1937 р. за ст. ст. 54-6, 54-10 ч. 1, 54-11 КК УРСР до розстрілу., Вирок виконано 1 грудня 1937 р.
2. Дзенціольська Іда Яківна — 1896 року народження, місце народження: м. Кременчук, національність: єврейка, соціальне походження: робітниця, освіта: малописьменна, останнє місце роботи: домогосподарка, Заарешт. 04.12.1937 р., як член родини репресованого, позбавлена волі у ВТТ на 8 р.
3. Дериженко Іван Максимович — 1885 року народження, місце народження: м. Кременчук, національність: українець, соціальне походження: із службовців, освіта: освіта середня, останнє місце проживання: Полтавська обл. м. Кременчук, останнє місце роботи: ехнолог Полтавського облбудтресту, Заарештований 27 червня 1938 р., Засуджений Особливою трійкою при УНКВС Полтавської обл. 29 вересня 1938 р. 54-2, 54-8, 54-11 КК УРСР до розстрілу з конфіскацією майна., Вирок виконано 4 жовтня 1938 р. у м. Полтава.
4. Дерибасов Василь Іванович — 1897 року народження, місце проживання: м. Кременчук, національність: українець, соціальне походження: із робітників, освіта: освіта початкова, Полтавська обл. м. Лубни, Начальник господарчої частини заводу «Комунар», Заарештований 6 вересня 1937 р., Засуджений Особливою трійкою при УНКВС Полтавської обл. 1 листопада 1937 р. за ст. 54-10 ч. 1 КК УРСР до розстрілу., Вирок виконано 17 листопада 1937 р.

### Друга світова війна

#### Німецька окупація
Вже через півтора місяця після початку Радянсько-німецької війни 22 червня 1941 року, фронт наблизився до Кременчука. Захопивши 9 серпня 1941 року Крюків, німецькі війська почали обстрілювати з гармат Кременчук, який обороняла 297-ма стрілецька дивізія (командир — полковник Г. А. Афанасьєв). У місті зчинилася паніка. Для допомоги в організації евакуації промислових об'єктів Кременчука Полтавський обком КП(б)У направив секретаря обкому з промисловості Коротченка і секретаря обкому з транспорту Бураковського, але зі своїм завданням вони не впоралися. Разом з місцевими керівниками (секретарем міськкому партії Котліком, головою міськвиконкому Лагном і начальником міського відділу НКВС Фоміним) проявили паніку і розгубленість. Відмовившись від демонтажу та евакуації підприємств, вони без санкції обкому КП(б)У та військового командування дали наказ на їх знищення шляхом підпалів і підривів вибухівкою, а самі виїхали до Полтави. Таким чином було знищено десять підприємств міста разом із запасами готової продукції на десятки мільйонів карбованців. У числі їх були трикотажна і кондитерська фабрики та міські млини разом зі складами борошна і зерна.
Близько місяця Кременчук зазнавав інтенсивного артилерійського обстрілу німецьких військ, які стояли на правому, високому березі Дніпра. Для частин Червоної армії, які обороняли місто, з Києва були відправлені баржі з боєприпасами, хлібом та іншими продуктами харчування, але пароплав, що їх тягнув, було підбито німецькою артилерією, після чого він став на якір посеред Дніпра. І німці, і радянські війська намагалися захопити баржі, але через постійний обстріл з обох боків Дніпра їм цього не вдавалося зробити. Тоді радянське командування виявило серед місцевих жителів вправних плавців, які вночі непомітно підібралися до барж і перерізали буксирні канати. Звільнені баржі попливли за течією і під вогнем противника їх вдалося підтягти до лівого берега. Вантажі дісталися радянським військам.
Довгий час радянське командування не могло визначити головне місце переправи німців. Після демонстрації німцями форсування Дніпра у районі Черкас, де вони захопили один з островів. Командувач 50 армії Микола Фекленко послав туди чотири дивізії із семи, які були у складі його армії. Цим скористався ворог, і у ніч на 31 серпня частини 17-ї німецької армії переправилися на лівий берег і захопили плацдарм між Ворсклою і Пслом поблизу села Деріївки. Тут оборону тримала лише одна стрілецька дивізія, а на дільниці форсування — один стрілецький полк.

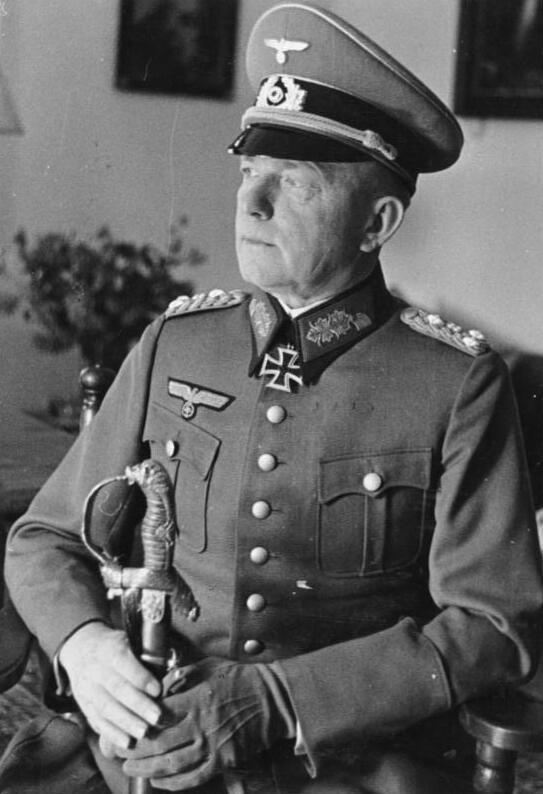
генерал Евальд фон Клейст

Доки радянське командування готувало контрудар, німці форсували Дніпро південніше Кременчука, на що радянське командування аж ніяк не сподівалося. Місто обороняв лише один полк 297-ї стрілецької дивізії, який не міг протистояти переважаючим силам ворога. Захопивши Кременчук раптовим ударом, німці намагалися розвивати наступ на північ, але були зупинені 297-ю стрілецькою дивізією. Проте вони і цього разу перехитрили радянське командування, яке сподівалося, що основні сили генерала Клейста будуть розвивати наступ з району Деріївки і зосередило там значні сили: чотири стрілецьких дивізії, 5 кавалерійський корпус генерала Ф. В. Камкова, посилений двома танковими бригадами, і 47 танкову дивізію. А тим часом генерал Клейст потайки перекинув у район Кременчука свої танкові та моторизовані дивізії і 12 вересня розпочав навальний наступ у напрямку на Хорол назустріч військам Гудеріана.
9 вересня 1941 року німці захопили місто. На території Кременчука було створено мережу концтаборів, де за два роки окупації було розстріляно і замордовано понад 97 тисяч людей. На місці одного з колишніх таборів тепер меморіал «Вічно Живим». Близько 10 тисяч кременчужан вивезені на каторжні роботи до Німеччини.
Згідно до німецьких документів, призначений бурґомістром Сениця-Верховський врятував багатьох євреїв, видавши їм фальшиві свідоцтва про хрещення, за що його невдовзі стратили (історики припускають, що це була не одна особа, а дві — міський голова та його заступник). Хоча німці також звинувачували його у зв'язках з ОУН, діячі ОУН, які працювали у місті, його не згадують взагалі.
Боротьбу з нацистами продовжували 8 антинацистських груп, що об'єднували близько 400 чоловік. Багато з них не дожили до кінця війни.
У Кременчуці влітку 1942 року відкрилася школа з підготовки допоміжних працівників для тилових німецьких установ — канцеляристів, перекладачів і музикантів; навчання в ній було досить інтенсивним і тривало три місяці. Викладачами в школі були німці, а мовою навчання —українська. Учні посилено вивчали німецьку мову, яка з часом ставала і мовою навчання, а також математику, бухгалтерію, історію, товарознавство і стенографію. Слухачі школи проживали в інтернаті і перебували на казармовому становищі. Крім вивчення фахових дисциплін, з ними щоденно проводилися заняття військової справи. Про чималу кількість слухачів свідчить той факт, що в шкільному хорі брало участь близько 120 осіб.
Наприкінці 1941 року проведений німцями перепис населення виявив у Кременчуці 31 573 особи
До весни 1943 року населення Кременчука дещо збільшилося за рахунок притоку сільських жителів на промислові підприємства міста, і на 1 березня 1943 року становило 32 794 мешканці. Серед них українців було 29 914 (91,3 %), росіян — 2 177 (6,6 %).

#### Націоналістичне підпілля
Серед інших підпільних організацій в Кременчуці діяла ОУН. Діяли і націонаільна група у краєзнавчому музеї на чолі з його директором К. Корольчуком. Працівники музею проводили просвітницьку роботу серед населення, розповідаючи про історію Центральної Ради, діяльність українських провідників часів революції та громадянської війни. У 1942 році гестапо заарештувало Корольчука та наукового працівника музею Д. Барковського.
Потужною була підпільна організація націоналістів на чолі з редактором газети «Дніпрова хвиля» Михайлом Щепанським. За час, коли газету редагував Щепанський, на її сторінках друкувалися матеріали про сталінські репресії, про історію України, про українське життя в окупованому місті та його околицях, сприяла вихованню патріотичних настроїв серед населення.
Щепанський керував цілою мережею груп ОУН. Допомагали йому в цьому Якимців та Надія Мойленко. Підпільники через своїх людей в міській управі опікувалися долями дітей-сиріт, сприяли роботі українських шкіл.
За сприяння підпільників було створено пункт Українського Червоного Хреста, який надавав медичну допомогу військовополоненим (слід відзначити, що в радянській історичній літературі пункт називали без слова «Український», замовчуючи факт участі в його організації націоналістів).
Підпільники ОУН виготовляли для кременчужан та військовополонених фальшиві перепустки та довідки, за якими вдавалося частину поранених солдатів врятувати від гестапівських таборів. Подібна робота була можлива лише до середини 1942 року, коли окупаційна влада ставилася до місцевого населення з певною лояльністю.
Однак вже з весни 1942 року, розуміючи, що просвітницька робота, яку проводять газета «Дніпрова хвиля», краєзнавчий музей, школи та окремі працівники міської управи складає загрозу пануванню гітлерівців у місті, поліція та гестапо проводить ряд арештів.
У донесенні про події в СРСР за № 183 від 20.03.1942 р. начальник поліції безпеки повідомляє зокрема таке: «8 березня 1942 року була арештована група прихильників Бандери в Кременчуці».
Михайла Щепанського було схоплено разом з дружиною і дітьми та розстріляно. Разом з ним було арештовано його найближчих помічників та багатьох молодих кореспондентів газети. Це О. Єфименко, О. Стодоля, П. Воронов, О. Тихий, В. Мостенко, Т. Сапенко, Ф. Бабій, П. Кохнівський та інші.
За Твердохлібом групу було зраджено одним з працівників редакції «Дніпрової хвилі» В. Тарасів. Після призначення Тарасів редактором, «Дніпрова хвиля» припинила друк просвітницьких матеріалів, повністю перейшовши на подання зведень з фронту, офіційних документів управи та уривків з книги Гітлера «Майн кампф».

#### Радянські підпільники

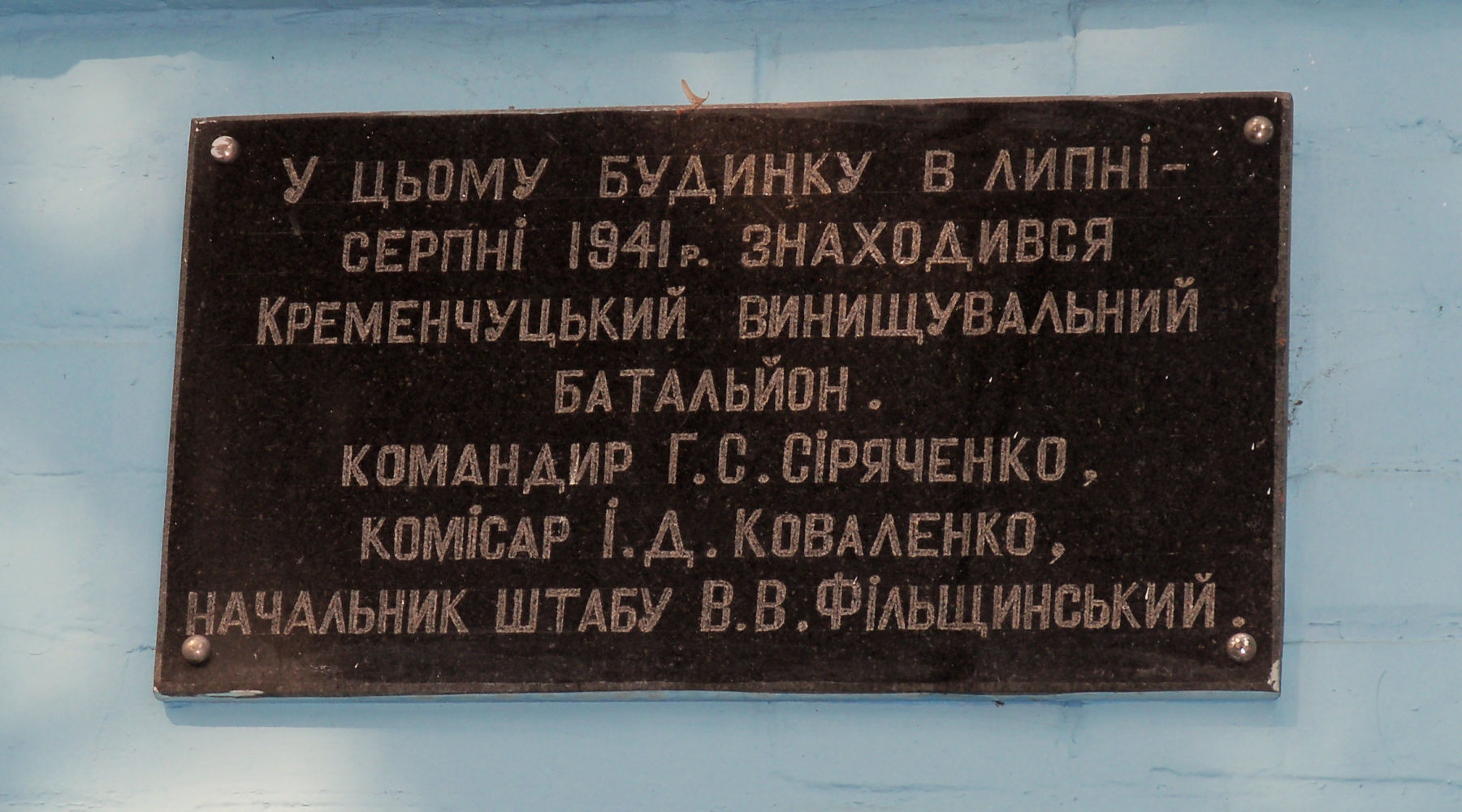
Меморіальна дошка винищувальному батальйону, встановлена 1995 року

У перші дні Радянсько-німецької війни у Кременчуці створюються винищувальні батальйони, у завдання яких входила охорона важливих народногосподарських об'єктів — заводів, фабрик, залізничного вузла, боротьба зі шпигунами і диверсантами. Один з них — Перший кременчуцький окремий винищувальний — розмістився в будівлі міського управління міліції. У його рядах налічувалося до 300 бійців. Командиром був колишній начальник 1-го відділення міліції Г. Сіряченко, комісаром — директор середньої школи № 1 І. Коваленко, начальником штабу — В. Філицінський, що працював до війни в Тсоавіахіму. При наближенні фронту до міста батальйон передається в дивізію народного ополчення, а пізніше — вливається в ряди регулярних частин Червоної Армії. Зараз на будівлі висить меморіальна дошка, відкрита напередодні святкування 50-річчя Перемоги. Під час німецької окупації в будівлі знаходилася міська поліція і при відступі німців із Кременчука вона була підпалена.

#### Звільнення міста від нацистів
Бої за звільнення міста від німців почалися 27 вересня. В атаку на хутір Соміленки, де зараз нафтопереробний завод, пішов 14-й Гвардійський повітряно-десантний полк. Тоді хутір був сильно укріплений — протитанковий рів, ряди колючого дроту, дзоти. Тут проходив кордон німецької оборони, позначений на німецьких схемах «М-2». На кінець дня після важкого бою гвардійці вибили німців з хутора та пішли у наступ у напрямку станції «Мазурівка» (стара) — с. Савіно (тепер селище Молодіжне). Тут у німців проходив наступний укріплений рубіж оборони, позначений «R». Бій тривав весь такий день — 28 вересня. Вночі німці відійшли до Червоної Знам'янки. Тут вони підготували рубіж оборони «S». У бій вступив 17-й Гвардійський повітряно-десантний полк під командуванням підполковника Михайла Васильовича Смирнова. Бій затягнувся. Тоді командир полку вирішив застосувати обхідний маневр та вдарити на село Піщане. Маневр вдався. До 18-ї години 29 вересня Піщане було очищено від німців. Потім полк продовжив наступ та вступив у бій на північній околиці Кременчука (нині район Водоканалу). До ранку німців вибили з цієї частини міста.

Після цього гвардійці 17-го полку отримали наказ зосередитися у районі села Самусеївки, а в ніч з 1 на 2 жовтня — форсувати Дніпро. Почалися важкі бої за правобережний плацдарм. Передовому батальйону 17-го полку рішучим кидком через острів Дідів вдалося зачепитися за вузьку смужку правого берега. Поруч форсував Дніпро батальйон 20-го Гвардійського повітряно-десантного полку під командуванням капітана Андрія Коновалова. 3-о жовтня на плацдарм переправився командир Михайло Смирнов. Михайло Смирнов, який керував боєм, отримав смертельне поранення від вогню ворожого кулемета. На другий день, 4 жовтня, у битві убито капітана Коновалова. Десантники понесли великі втрати. До 6 жовтня вони утримували плацдарм на правому березі Дніпра, поки не отримали наказ повернутися назад на лівий берег. 6-ту Гвардійську ВДД перекинули на інший плацдарм у районі Куцеволівка, там вона продовжила наступ.
Командир полку, підполковник Михайло Смирнов посмертно нагороджений орденом Вітчизняної війни I ступеня. Його поховали з усіма військовими почестями у Кременчуці у сквері «Поштовому» біля пам'ятника «Борцям за владу Рад». Повз його могили під залпи салюту урочистим маршем пройшли бійці взводу охорони гвардійського полкового прапора, віддаючи останні почесті своєму командирові. 1959 року прах підполковника Смирнова перенесли до братської могили, яка розташована в парку МЮДа біля палацу культури «Кредмаш». На гранітних плитах навічно вибито його ім'я.
29 вересня 1943 року, після триденних боїв, місто зайняли радянські війська. Житловий фонд міста було зруйновано майже на 95 %, були знищеними 93 промислові підприємства, усі культурно-просвітницькі та навчальні заклади, залізниця, електростанція, міст через Дніпро. Загальна сума збитків становила понад 1 млрд крб.
Оскільки вважається, що фортеця/місто вважається захопленим/звільненим з моменту підняття над ним прапора. Червоний прапор СРСР над містом Кременчуком було піднято приблизно о 21 годині 29 вересня 1943. Де-юре з цього моменту місто Кременчук вважається звільненим від німців. Але зачистка міста тривала ще 30 вересня. Так вулуицю Шевченка зачищали бійці 14-го гвардійського повітряно-десантного полку 6-ї гв. Вдд. 375 СД вела бої біля переїзду у Великій Кохнівці, 214 СД 30-о вересня вела бої на східній околиці Кременчука. Втрати 30-о числа приблизно такі ж як сумарні втрати за 27, 28, 29 вересня.
30 вересня 1943 через парк МЮДа у звільнений Кременчук увійшли бійці 17-го Гвардійського повітряно-десантного полку 6-ї Гвардійської повітряно-десантної дивізії. Попереду з розгорнутим гвардійським прапором полку йшов старшина Бабусенко Микита Семенович. За ним слідували бійці взводу охорони прапора, серед них — рядові Степан Нікандрович Карфідов, Микола Михайлович Моржанцев, Василь Никонорович Радін, Давид Абрамович Рузин, Микита Костянтинович Кобилкін, Іван Петрович Кондрашов.
До Книги Пам'яті України занесені імена 6210 кременчужан.

### Післявоєнна відбудова

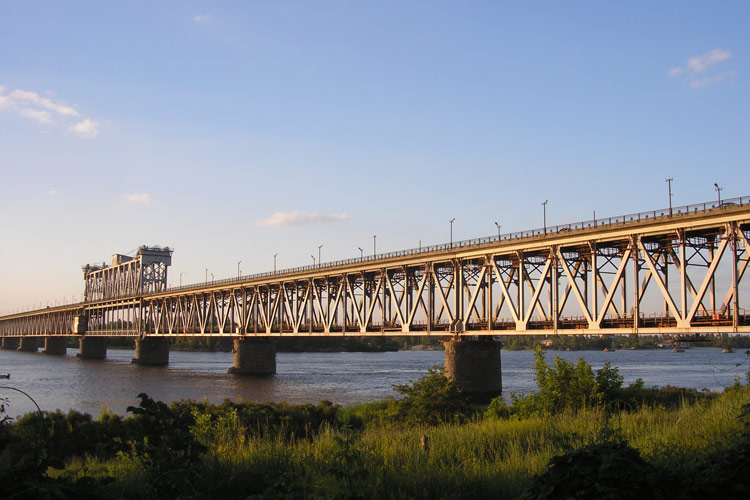
Крюківський міст

За роки повоєнних п'ятирічок Кременчук перетворюється на великий промисловий центр. Будуються заново або реконструюються понад 60 промислових підприємств. Крюківські вагонні майстерні виростають у вагонобудівний завод, великих перетворень зазнає 2-й механічний завод, що починає випускати дорожню техніку (зараз Кременчуцький завод дорожніх машин). На березі Дніпра встає потужна суконна фабрика. Будуються беконна, макаронна фабрики, створюються швейна, взуттєва, трикотажна.
У 1949 р. було збудовано новий міст — Крюківський, замість того, що був знищений народними ополченцями для затримки просування німецько-фашистських військ через Дніпро на початку війни. Після війни швидким темпом розвивалася важка промисловість.

Три кременчуцькі машинобудівельні заводи: автомобільний (КрАЗ), вагонобудівний (КВЗ) та шляхових машин («Кредмаш») стали основою промисловості міста. У 1959 р. було випущено перші вантажівки на «КрАЗі». У сусідньому Світловодську побудована Кременчуцька гідроелектростанція.

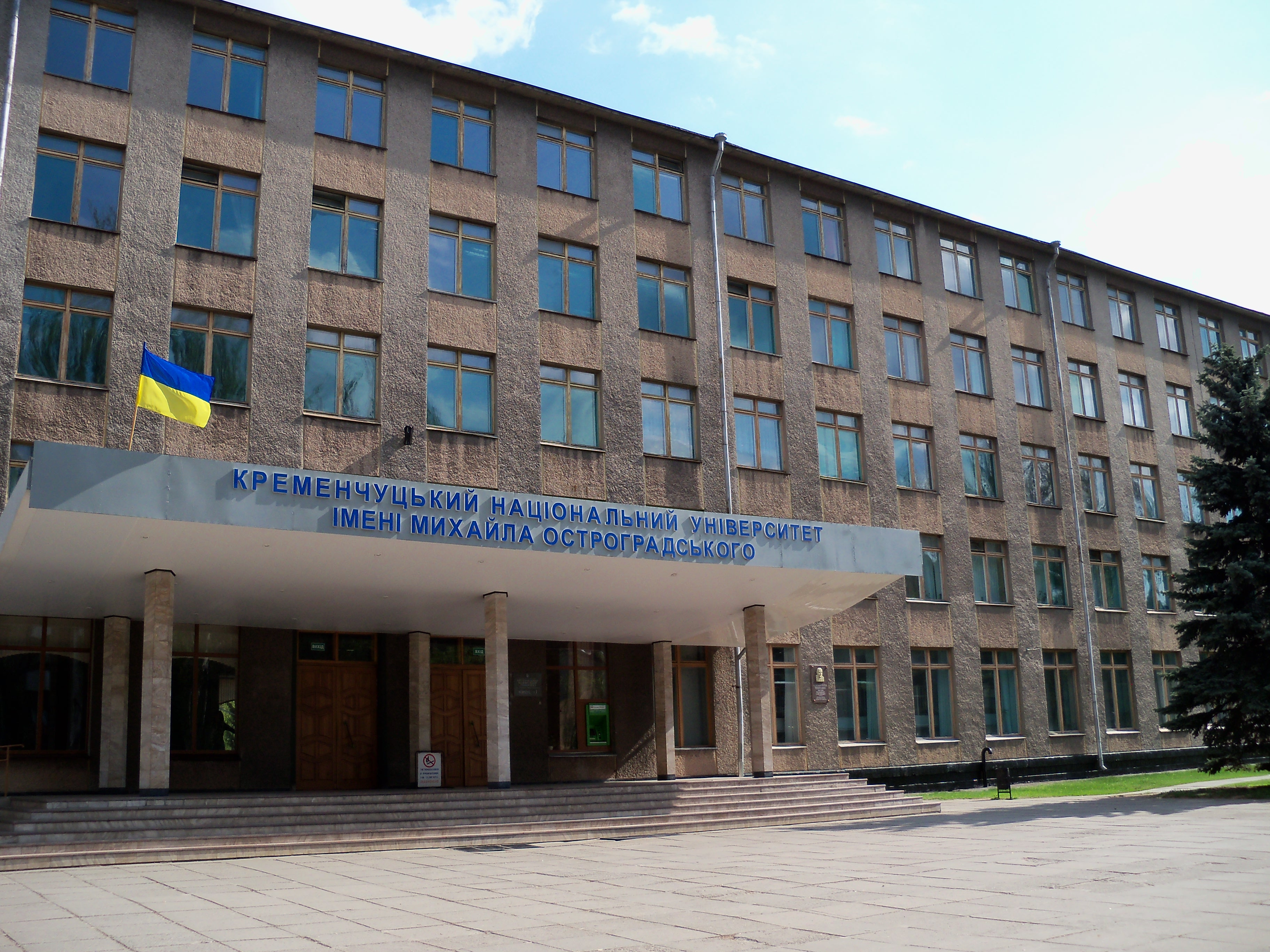
КНУ ім. Михайла Остроградського

У серпні 1960 було засновано загально-технічний факультет Полтавського інженерно-будівельного інституту. Тепер це Кременчуцький національний університет імені Михайла Остроградського — найбільший виш у Полтавській області.
29 грудня 1965 р. Великокохнівську селищну раду передано у підпорядкування Кременчуцькому міськвиконкому.
У 1965 році почалося будівництво тролейбусної мережі. У листопаді 1966 року була запущена перша тролейбусна лінія від річкового вокзалу до електростанції. Через рік існуючу лінію добудували до автозаводу. Депо розташовувалося на вулиці Київській і налічувало 19 машин Київ-4. Майже відразу добудовувалася лінія на новозбудований НПЗ.
В 60—80-ті роки в Кременчуці було збудовано цілий комплекс хімічних підприємств, найпотужнішу в області ТЕЦ, один з найпотужніших в Європі нафтопереробний завод (КНПЗ), Завод технічного вуглецю. З'явилися нові житлові масиви, вулиці, проспекти, парки, сквери, кінотеатри, палаци культури, бібліотеки.

## Незалежна Україна

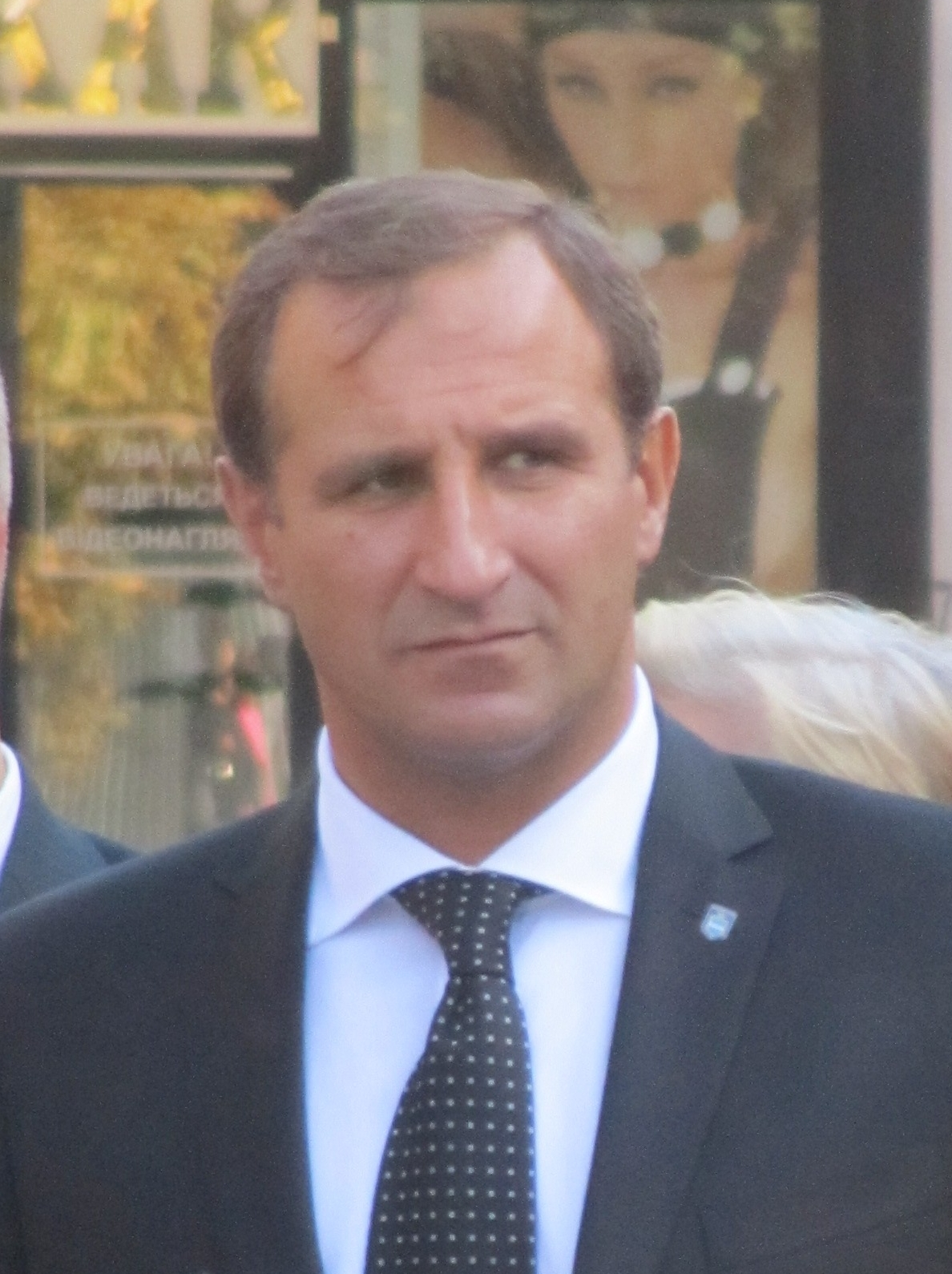
Міський голова Кременчука Олег Бабаєв

### Кінець XX — початок XXI століття
Після розпаду СРСР з ряду об'єктивних причин економічна ситуація в Україні значно погіршала, що, безумовно, відобразилось на місті. Але, незважаючи на економічні труднощі, в Кременчуці, як і в цілому в Україні, розвиваються ринкові відносини. Місто має великі перспективи соціально-економічного та культурного розвитку.
28 грудня 1995 було заснований Кременчуцький автоскладальний завод.
2010 року відбулись чергові вибори міського голови, на яких переміг Олег Бабаєв.
21 серпня 2010 року указом Президента України за номером № 863/2010 Кременчуцькому державному університету імені Михайла Остроградського було надано статус національного.
Під час ленінопаду 24 лютого 2014 року демонтовано два пам'ятники Леніну — на центральній площі міста і біля прохідної Крюківського вагонобудівного заводу на вулиці Приходька. 20 липня 2016 було знесено постамент від пам'ятника на площі Перемоги. У серпні того ж року на місці пам'ятника було викладено плитку у вигляді вишиванки. Нині на цьому місці встановлюється новорічна ялинка.
Вранці в суботу 26 липня 2014 року було вбито міського голову міста Олега Бабаєва.
15 листопада 2015 року у другому турі виборів мера переміг віце-мер, представник партії Поруч Віталій Малецький. Малецький отримав 32 684 голосів виборців (60,8 %), його конкурент, перший віце-мер Кременчука, представник Блоку Петра Порошенка Солідарність Віктор Калашник отримав — 15 897 голосів (29,6 %). Явка на виборах склала 31,7 %.
16 лютого 2016 року у рамках закону про декомунізацію було перейменовано 125 топонімів міста.
Під час адміністративної реформи 2020 року, 19 липня місто стає адміністративним центром Кременчуцького району, а також Кременчуцької територіальної громади.
З початком пандемії COVID-19, станом на 21 березня 2021 року, було виявлено 23 872 випадки захворювання, з яких 22 659 завершилися одужанням, а 720 — летально.

### Російсько-українська війна
Під час російського вторгнення в Україну 2022 року місто кілька разів обстріляла російська армія. Так, 2 квітня 2022 року під авіаційні обстріли потрапив Кременчуцький НПЗ і навколишні склади паливно-мастильних матеріалів. Інфраструктура підприємства знищена.
27 червня російськими військами завдано ракетного удару по торговельному центру «Амстор», що привело до масової загибелі цивільних людей. ПКС Росії здійснили запуск ракети Х-22 з літака Ту-22М3 з курського напрямку. За початковими даними, до удару по торговому центру можуть бути причетні льотчики 52-го гвардійського важкого бомбардувального авіаційного полку (в/ч № 33310), що базується на військовому аеродромі Шайківка в Калузькій області. Масштаби і характер пожежі, площа якої склала 10 300 м², змусили державні органи залучати до її гасіння та пошуково-рятувальних робіт оперативні групи ДСНС Полтавської, Черкаської, Кіровоградської областей та міста Києва. Цей терористичний акт Російської Федерації викликав широку реакцію збоку міжнародної спільноти. Папа Римський Франциск І назвав ракетний удар останнім у низці «варварських нападів». Представник ЄС Жозеп Боррель заявив: «Це ще один жахливий акт у серії нападів на цивільних осіб та цивільну інфраструктуру з боку ЗС РФ, включаючи недавні ракетні обстріли цивільних будівель та інфраструктури в Києві та інших регіонах». Дипломат назвав продовження обстрілу мирних жителів воєнним злочином та сказав, що Росія буде притягнута до відповідальності. З приводу атаки Рада Безпеки ООН 28 червня 2022 року провела засідання щодо «підтримання миру та безпеки».
Протягом війни, до міста та району стали прибувати на тимчасове проживання вимушені переселенці з регіонів ведення активних бойових дій. Станом на 20 квітня в Кременчуці їх мешкало понад 15 000.. До 5 вересня це число збільшилося до 46 289 людей. Крім того, до Кременчука перебрався харчовий завод бренду «Danone», що раніше базувався на Херсонщині.